# Richard Roberts (industriel)
Richard Roberts (né le 22 avril 1789 à Llanymynech – mort le 11 mars 1864 à Londres) est un ingénieur britannique et industriel des tissus imprimés, dont les machines-outil de haute précision ont contribué au développement du génie mécanique et à l'expansion de la production en série.

## Ses débuts
Roberts est né à Llanymynech, modeste localité du comté de Powys, aux confins de l'Angleterre et du Pays de Galles. Son père, William Roberts, était un cordonnier qui tenait également la barrière d'octroi de New Bridge. Roberts apprit à lire et à écrire grâce au curé de sa paroisse, puis travailla très jeune comme marinier sur le Canal d'Ellesmere, et contremaître des carrières de craie voisines. Il reçut ses rudiments de dessin technique de Robert Bough, chef-cantonnier travaillant pour Thomas Telford.
Roberts fut alors recruté comme projeteur aux forges de Bradley, dans le Staffordshire et, sans doute en 1813, accéda au poste de contremaître des forges de Horsely Iron works, à Tipton. Il y gagna une habileté consommée dans le tournage des métaux, le forgeage des roues et la réparation des machines. Tiré au sort pour effectuer le service militaire, il s'enfuit à Liverpool mais, n'y trouvant pas de travail, partit à Manchester, où une entreprise de menuiserie le recruta comme tourneur. Il travailla ensuite dans des ateliers mécaniques à Salford mais, toujours recherché par l'Armée, partit à pied pour Londres, où il fut recruté par Henry Maudslay comme tourneur-ajusteur.
Chez Maudslay, il prit conscience de l'« importance de disposer de machines-outil précises partout où la mécanisation remplace le travail manuel. »
La chute définitive de l'empire napoléonien, en 1816, mit un terme aux campagnes de recrutement : Roberts put ainsi retourner dans le nord de l'Angleterre. Il s'établit comme tourneur sur métaux à Manchester, au no 15 de Deans Gate. Il avait installé son tour à usiner, entraîné par un volant massif, à l'étage, dans une chambre, sa femme mettant le volant en mouvement. Bientôt, Roberts emménagea dans les New Market Buildings à Pool Fold.

## Premières machines-outil
Roberts fabriqua lui-même plusieurs machines-outil (certaines de sa propres conception) ; la première servait à tailler des roues dentées : afin de vérifier précisément le pas d'engrenage, il munit sa machine d'un compas de proportion, qu'il finit d'ailleurs par commercialiser. Roberts adopta aussi les couteaux rotatifs, dont il avait vu l'efficacité chez Maudslay : c'est la première fraise mécanique connue. En 1816, il mit au point le premier psychromètre véritablement fiable. En 1817, il fabriqua un tour permettant d'usiner des arbres d'une longueur de 1,93 m : cette machine était équipée d'un train réducteur permettant de sélectionner des vitesses différentes, et d'un berceau mobile, guidé en translation, pour déplacer la pièce à usiner. Ce berceau était entraîné par une tige filetée qui permettait de débrayer à la fin de l'usinage. Toujours en 1817, Roberts mit au point une surfaceuse pour la génération des surfaces planes : jusqu'alors, les platines étaient exécutées à la main, avec burin et ciseaux à froid, au prix d'un labeur fastidieux et long.
|  |
|  |

|  |
|  |

|  |
|  |

|  |
|  |

Dans la dynamique du succès commercial de son métier à tisser à vapeur, il inventa en 1825 une fraiseuse à aléser engrenages et poulies, afin de pouvoir les emmancher sur un arbre : jusqu'alors, l'alésage était effectué à la lime et au ciseau. L'outil effectuait un mouvement de va-et-vient vertical et, tout en se conformant au principe du guidage en translation de Maudslay, il avait doté la table de l'appareil d'un mouvement universel : un degré de liberté en translation et un degré de liberté en rotation, de façon à permettre l'usinage des bords des pièces même les plus complexes. Il développa ensuite une fraiseuse où l'outil de découpe était guidé en translation horizontale, mais dont l'axe pouvait être orienté dans une direction quelconque grâce à des vis. Ces machines-outils, y compris la plus ancienne surfaceuse à métaux connue, sont à présent conservées par le Science Museum de Londres.
Roberts commercialisait par ailleurs les pièces détachées et les gabarits pour ses propres machines, ce qui permettait à ses clients de réparer et d'adapter eux-mêmes leurs filetages, outils de découpe, etc. Les inventions de Roberts exercèrent ainsi une profonde influence sur les autres manufacturiers, dont Joseph Whitworth, qui vint s'établir à Manchester dix ans plus tard.

## Apports à l'industrie textile

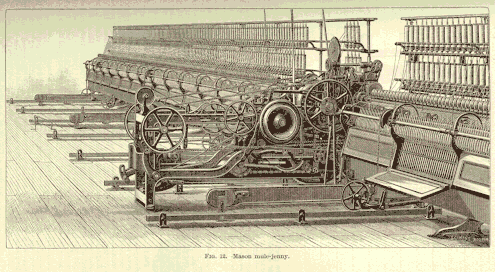
Mule-jenny automatique.

Roberts déplaça ses ateliers dans les Globe Works de Faulkner Street en 1821. Là, il perfectionna une machine à aléser les tuyaux, inventée par l'Américain J. A. Wilkinson, et en 1822 il breveta un métier à tisser à vapeur. Cette machine était entièrement en fonte et la précision de son usinage lui conférait une cadence élevée. Il en vendit jusqu'à 4 000 par an dès 1825 ; mais c'est en 1824 qu'il inventa sa machine la plus célèbre, la mule-jenny automatique, et la fit breveter en mars 1825. Il en vendit des centaines, multipliant pour l'occasion le recours aux gabarits pour standardiser sa production.
En 1826, il s'associa à Mulhouse avec Koechlin & Cie pour construire une manufacture textile destinée à promouvoir les indiennes en France.

## La fondation de Sharp, Roberts & Co.
Pour se lancer dans l'industrie textile, Roberts s'était associé aux frères Thomas et John Sharp, grossistes en fonte, à Robert Chapman, à Thomas Jones Wilkinson et James Hill. Ils créèrent deux firmes : Sharp Hill & Co et Roberts, Hills & Co. Au mois de mai 1826, elles fusionnèrent pour donner naissance à Sharp, Roberts & Co., qui, avec le recrutement de Charles Beyer (1834), s'imposa comme fabricant de locomotives (cf. Sharp, Stewart and Company - Production de locomotives).
Roberts était un inventeur et industriel imaginatif : son activité allait de l'horlogerie aux chemins de fer et la charpente navale, en passant par les forets programmables, inspirés du métier Jacquard, pour percer les platines d’acier du pont ferroviaire de Conwy et permettre leur rivetage. Son horloge Alpha remporta un prix à l'Exposition universelle de 1851.
Mais Roberts n'était pas un homme d'affaires : son entreprise Sharp, Roberts & Co. cessa ses activités en juin 1852 (ses actifs seront repris par la florissante Sharp, Stewart and Company).

## Déchéance financière
Roberts poursuivit jusqu'à sa mort une carrière d'ingénieur consultant et d'inventeur, déposant 18 brevets. En 1860, il s'installa à Londres, où il sombra peu à peu dans la misère. Quelques amis, presque tous ingénieurs, se cotisaient pour l'aider : il mourut dans les bras de sa fille, à Londres, le 11 mars 1864. Il fut inhumé au Kensal Green Cemetery de Londres. En reconnaissance de l’œuvre de son père, sa fille bénéficia d'une pension de la Couronne.

## Postérité: l'homme et ses inventions

Pantographe de Roberts.

Roberts est l'un des plus importants inventeurs britanniques du XIXe siècle. Selon son biographe Richard Leslie Hills, sa principale contribution aura été l'amélioration des machines-outil, essentielle dans le gain de précision de l'usinage : elles ont permis l'avènement des chaînes de production modernes, la standardisation des pièces détachées et la production en série.
Un mécanisme à quatre barres, le pantographe de Roberts, porte son nom.